# Giovanni Boccalini
Giovanni Boccalini oder Giovanni Boccalino, auch Ribaldi genannt (* um 1520 in Carpi; † 22. Dezember 1580 in Loreto) war ein italienischer Architekt der Spätrenaissance.

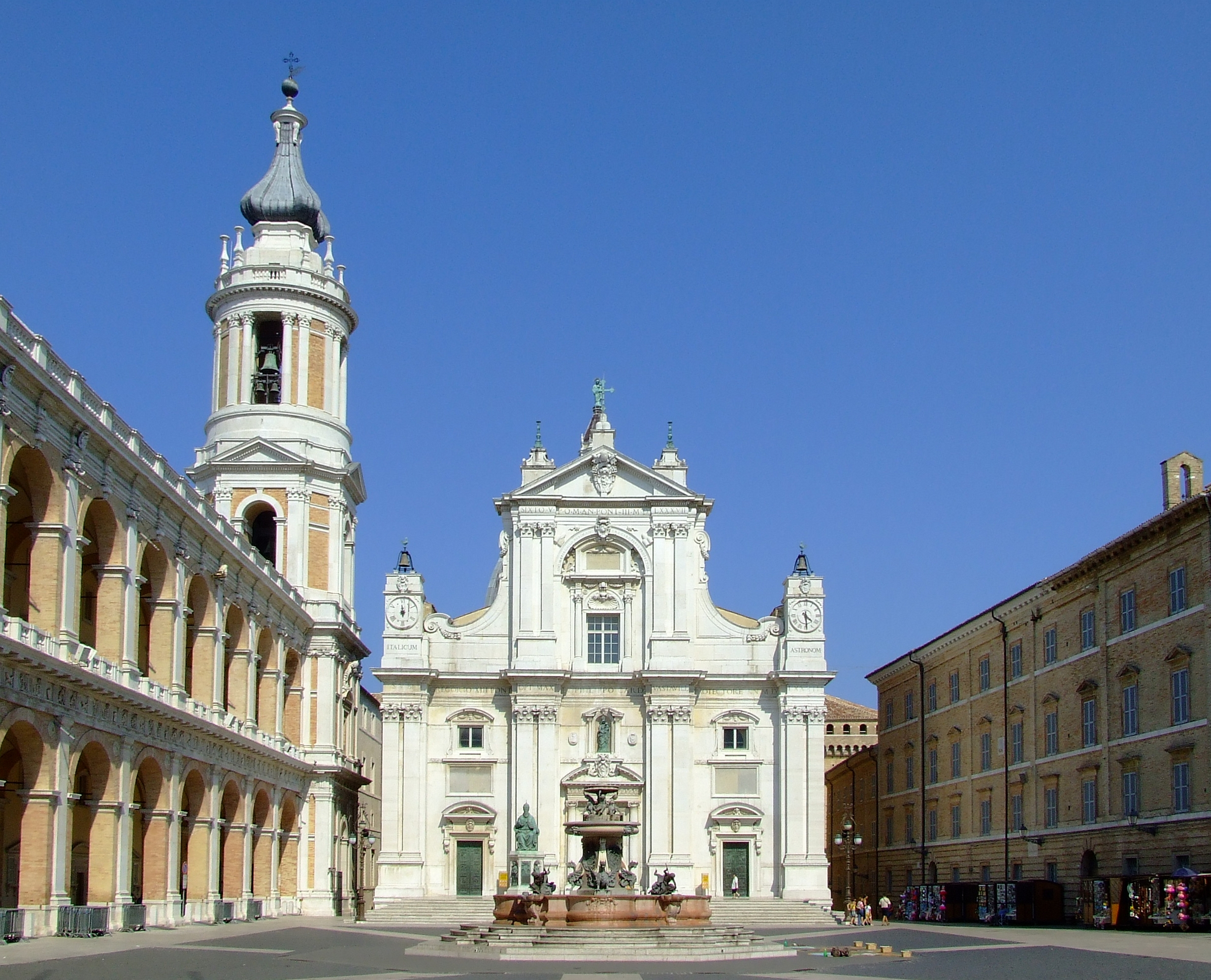
Fassade der Basilika vom Heiligen Haus in Loreto

## Leben
Von seiner Ausbildung, seinen Lehrern und frühen Werken ist nichts bekannt. 
Im September 1555 wurde er von Kardinal Rodolfo Pio zum Architekten der Basilika von Loreto ernannt. Sein Beitrag zum Bau war jedoch sehr begrenzt, da der im Jahr 1468 begonnene Bau bis auf die Außenfassade bereits fertiggestellt war. Bramantes Plan wurde im Jahr 1517 von Antonio da Sangallo umgestaltet. Boccalini führte demnach den Bau nach dem Entwurf von Sangallo, ohne in selbst zu gestalten, aus.
Viel später begann er mit dem Bau des westlichen Teils des Apostolischen Palastes, jedoch war bis zu seinem Tod nicht einmal das Erdgeschoss fertiggestellt.
Andere bescheidene Werke sind die rustikale Ädikula des Carpino-Brunnens (1572), ein Kreuz an der Straße nach Montereale (1573) und eine Büffeltränke mit zwei Becken und einem eleganten zentralen achteckigen Körper.
Über seine Tätigkeit außerhalb Loretos ist wenig bekannt. 1578 entwarf er einen Kamin für einen Raum im Rathaus von Recanati, 1575 leitete er im Auftrag von Kardinal Giulio della Rovere Restaurierungsarbeiten in der 1733 abgerissenen Ursiana-Basilika in Ravenna.
Es gibt keinen Hinweis über Arbeiten in Rom, obwohl er mit Sicherheit in Rom ein Haus kaufte und dort mit seiner Familie lebte. Am 26. Juni 1576 erhielt Boccalini das römische Bürgerrecht.
Boccalini starb am 22. Dezember 1580 in Loreto.